# Gyalideopsis macarthurii
Gyalideopsis macarthurii är en lavart som beskrevs av Lücking, Umaña & Aptroot. Gyalideopsis macarthurii ingår i släktet Gyalideopsis och familjen Gomphillaceae.   Inga underarter finns listade i Catalogue of Life.